# Liochthonius
Liochthonius är ett släkte av kvalster som beskrevs av van der Hammen 1959. Liochthonius ingår i familjen Brachychthoniidae.

## Dottertaxa tillLiochthonius, i alfabetisk ordning[1][2]
- Liochthonius africanus
- Liochthonius alius
- Liochthonius alpestris
- Liochthonius altimonticola
- Liochthonius altus
- Liochthonius andinus
- Liochthonius andrewi
- Liochthonius approximatus
- Liochthonius asper
- Liochthonius attenuatus
- Liochthonius australis
- Liochthonius bifurcatus
- Liochthonius brevis
- Liochthonius breviseta
- Liochthonius clavatus
- Liochthonius crassus
- Liochthonius dilutus
- Liochthonius evansi
- Liochthonius fimbriatissimus
- Liochthonius fimbriatus
- Liochthonius forsslundi
- Liochthonius furcillatus
- Liochthonius galba
- Liochthonius gisini
- Liochthonius horridus
- Liochthonius hystricinus
- Liochthonius idem
- Liochthonius intermedius
- Liochthonius khencensis
- Liochthonius kirghisicus
- Liochthonius lacunosus
- Liochthonius laetepictus
- Liochthonius lapponicus
- Liochthonius latus
- Liochthonius lentus
- Liochthonius leptaleus
- Liochthonius longipilus
- Liochthonius mollis
- Liochthonius moritzi
- Liochthonius muscorum
- Liochthonius mussardi
- Liochthonius neglectus
- Liochthonius neonominatus
- Liochthonius nodifer
- Liochthonius nortoni
- Liochthonius oceanicus
- Liochthonius ohnishi
- Liochthonius patagoniensis
- Liochthonius peduncularius
- Liochthonius penicillus
- Liochthonius pepitensis
- Liochthonius perelegans
- Liochthonius perfusorius
- Liochthonius phitosi
- Liochthonius plumosus
- Liochthonius prior
- Liochthonius propinquus
- Liochthonius pseudohystricinus
- Liochthonius pusillus
- Liochthonius reductus
- Liochthonius rigidisetosus
- Liochthonius saltaensis
- Liochthonius sellnicki
- Liochthonius similis
- Liochthonius simplex
- Liochthonius strenzkei
- Liochthonius szemmelveiszi
- Liochthonius tanzanicus
- Liochthonius tuberculatus
- Liochthonius tuxeni
- Liochthonius tyrrhenicus
- Liochthonius unilateralis